# Lindita Halimi
Lindita Halimi, występująca też po prostu jako Lindita (ur. 24 marca 1989 w Vitinie) – kosowska piosenkarka i autorka piosenek, zwyciężczyni Festivali i Këngës 55, reprezentantka Albanii w 62. Konkursie Piosenki Eurowizji w 2017 roku.

## Życiorys

### Kariera
W wieku 16 lat Lindita Halimi wzięła udział  w trzeciej edycji programu Ethet (będącego albańską wersją formatu Pop Idol) i dotarła do Top 10 konkursu. Po występie w talent show dołączyła do zespołu rockowego 7me7, z którym nagrała kilka utworów oraz odbyła trasę koncertową po kraju. W 2006 roku wygrała konkurs Top Fest z piosenką „Ëndërroja”. W 2009 roku została zwyciężczynią konkursu Kënga Magjike w kategorii „Najlepszy utwór rockowy” za piosenkę „Të dua vërtet”. Rok później wystąpiła na festiwalu Nota Fest, na którym za utwór „Supa Dupa Fly” (nagrany w duecie z Big D) zdobyła drugie miejsce i tytuł „Najlepszego wykonawcy”. W 2011 roku była nominowana do nagrody Zhurma Show w kategorii „Najlepszy utwór dance” (za piosenkę „Kohen do ta ndal”).
W 2013 roku przeprowadziła się do Stanów Zjednoczonych. W grudniu 2014 roku powróciła do Albanii, by wystąpić na festiwalu Festivali i Këngës. 28 grudnia wystąpiła w finale imprezy z utworem „S’të fal”, z którym zajęła trzecie miejsce. Wiosną 2016 roku wzięła udział w przesłuchaniach do piętnastej edycji programu American Idol, ale nie przeszła do etapu odcinków „na żywo”. W grudniu tego samego roku ponownie wystartowała w Festivali i Këngës, tym razem z utworem „Botë”. 23 grudnia wystąpiła w koncercie finałowym i zajęła pierwsze miejsce w głosowaniu jurorów i widzów. Dzięki wygranej została wytypowana na reprezentantkę Albanii w 62. Konkursie Piosenki Eurowizji organizowanym w maju 2017 roku. Pod koniec roku ogłosiła, że w Kijowie wykona anglojęzyczną wersję utworu – „World”, która została udostępniona w połowie marca 2017 roku. 9 maja piosenkarka wystąpiła w pierwszym półfinale konkursu i zajęła w nim czternaste miejsce, przez co nie awansowała do finału.